# SYM
Pour l’article homonyme, voir Sym pour la rivière de Russie.
SYM (acronyme de Sanyang Motor) est une marque taïwanaise fabriquant des motocyclettes, des scooters, des quads. 
L'entreprise assemble également des voitures et véhicules utilitaires légers en tant que sous-traitant de grands constructeurs automobiles.

## Historique
Créée en 1954, elle appartient au groupe Sanyang Motor Co. Ltd. (jusqu'en 2015 : Sanyang Industry Co. Ltd.).
Elle est importée en France par la société Disalco, qui est une filiale du groupe belge Alcopa.

## Description
Sym propose une gamme de scooters allant de 50 à 600 cm3, de motos 125 cm3 et 250 cm3, de quads allant de 250 à 600 cm3.
Deux scooters électriques sont venus agrandir la gamme : le Symmetry en 2010 et le e-Virid en 2011.

## Gamme

### Scooter
- DD
- Joymax
- Joymax Z 125 cm3 et 300 cm3
- Cruisym 125 cm3 et 300 cm3
- HD
- Jet Euro
- Super Duke
- Atila
- Joyride
- Megalo
- EuroMX
- Mio
- Jet SportX
- VS
- HD2 Evo CBS
- Simply
- Symphony S SR ST 125 cm3 et 150 cm3
- City.Com 300
- Orbit
- Orbit II
- Orbit III
- Jet 1 450 cm3 et 125 cm3
- Shark
- Crox 50
- Fiddle
- Fiddle II 50 cm3 et 125 cm3
- Fiddle III 50 cm3 et 200 cm3
- Maxsym TL 500
- Maxsym TL 508
- FNX 125
- Mio 50 cm3 et 115 cm3
- X- PRO 50 cm3 et 125 cm3
- Jet 4 rx

### Moto
- Sym xs 125 K
- Sym NH-T 125 cm3
- Sym NH-X 125 cm3
- Sym sb 250 Ni
- Sym NH-T 200 cm3
- Sym NH-T 300 cm3

### Quad
- Track Runner
- Quad Lander
- Quad Lander 300 S
- Quad Raider 600

## Assemblage pour d'autres marques à Taïwan
En 1961, Sanyang commence à fabriquer des deux-roues Honda. En 1969 commence l'assemblage de petits véhicules automobiles et véhicules utilitaires Honda (N360 et TN360). L'assemblage de divers modèles a lieu (dont les Honda Civic et Honda Accord), jusqu'à la rupture des liens entre les deux entreprises en 2002, Honda voyant son partenaire Sanyang devenir un concurrent, compte tenu du succès de ses propres cycles et de son rachat d'usines sur le territoire Taïwanais. Cette même année, Honda créé sa filiale locale en propre (Honda Taiwan) et Sanyang parvient à continuer son activité d'assembleur sous-traitant auprès d'un autre grand constructeur automobile, le sud-coréen Hyundai. Il fabrique depuis pour cette entreprise des voitures (dont le Hyundai Tucson, le Hyundai Venue et le Hyundai Custin) et des véhicules utilitaires (dont le Hyundai Porter et le Hyundai QT500).